# Centrum Startowe Satelitów Xichang
Kosmodrom Xichang (chiń. 西昌卫星发射中心; pinyin Xīchāng Weìxīng Fāshè Zhōngxīn) – chiński ośrodek rakietowy położony ok. 64 km na północny zachód od miasta Xichang, w prowincji Syczuan. Jest połączony z lotniskiem miejskim (50 km od kosmodromu) bezpośrednim połączeniem kolejowym i autostradą. Jako baza wojskowa nosi oznaczenie Base 27. 

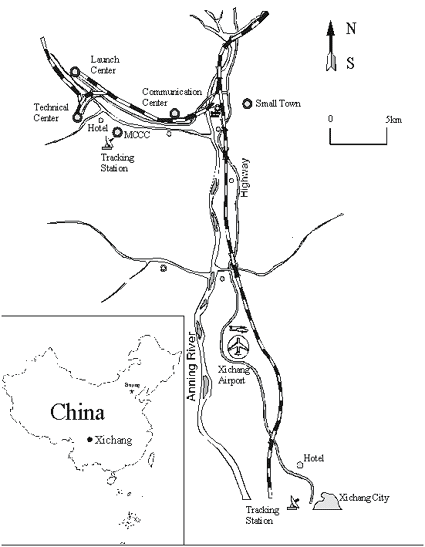
Mapa kosmodromu Xichang i jego otoczenia

Kosmodrom działa od roku 1984 (budowę zaczęto w 1970) i służy głównie do startów rakiet nośnych wynoszących geostacjonarne satelity łącznościowe. Większość komercyjnych startów rakiet Długi Marsz odbyła się właśnie z kosmodromu Xichang. Jest znany jako ośrodek współpracy europejsko – chińskiej na polu astronautyki. Wystrzelono stąd europejsko – chińskie satelity naukowe Double Star.
Posiada dwa oddzielne stanowiska startowe. Nr 1 dla rakiet Chang Zheng 3 i nr 2 dla rakiet Chang Zheng 2E, Chang Zheng 3A, Chang Zheng 3C, Chang Zheng 3E.
14 lutego 1996 miała tu miejsce tragiczna katastrofa rakiety nośnej wynoszącej satelitę telekomunikacyjnego Intelsat 708. Rakieta spadła zaraz po starcie zabijając 6 osób i raniąc 57.
Kosmodrom jest nowoczesnym ośrodkiem wyposażonym w sprzęt niezbędny do testowania satelitów i integracji ich z rakietami nośnymi. Biuro kierownictwa kosmodromu znajduje się w mieście Xichang. Centrum dowodzenia i kontroli znajduje się  7 km na południowy zachód od platformy startowej. Stacje łączności z satelitami położone są w miastach Xichang, Yibin oraz Guiyang.
Od sierpnia 2006 trwała odbudowa platformy startowej nr 3, w ramach przygotowań kosmodrom do udziału w chińskim programie podboju Księżyca. 24 października 2007 wystartował z tejże platformy orbiter księżycowy Chang’e 1.